# Parafia Matki Boskiej Częstochowskiej w Łukcie
Parafia Matki Boskiej Częstochowskiej w Łukcie – rzymskokatolicka parafia położona w dekanacie Łukta archidiecezji warmińskiej.
Kościół parafialny i dekanat znajdują się w Łukcie.